# ريكاردو موراشيني
ريكاردو موراشيني (بالإيطالية: Riccardo Moraschini)‏ مواليد 8 يناير 1991 في تشنتو، هو لاعب كرة سلة محترف إيطالي بدأ مسيرته الاحترافية في سنة 2007 ويحمل الرقم 9.

## إحصائيات المسيرة

### ليغا باسكيت الدرجة الأولى[2]

#### الموسم الاعتيادي
| السنة   | الفريق                     | لعب | بدأ | دقيقة | ميداني% | ثلاثية | حرة   | ارتداد | صنع  | استلاب | تصدي | نقطة |
| ------- | -------------------------- | --- | --- | ----- | ------- | ------ | ----- | ------ | ---- | ------ | ---- | ---- |
| 2007-08 | فيرتوس بالاكانسترو بولونيا | 12  | 5   | 3.2   | 0.0     | 100.0  | 0.0   | 0.4    | 0.0  | 0.4    | 0.0  | 0.6  |
| 2008-09 | فيرتوس بالاكانسترو بولونيا | 5   | 2   | 1.5   | 0.0     | 0.0    | 0.0   | 1.0    | 0.0  | 0.0    | 0.0  | 0.0  |
| 2009-10 | فيرتوس بالاكانسترو بولونيا | 26  | 20  | 9.9   | 29.2    | 35.7   | 66.7  | 0.8    | 0.6  | 0.5    | 0.1  | 2.1  |
| 2010-11 | فيرتوس بالاكانسترو بولونيا | 15  | 12  | 10.6  | 31.3    | 16.7   | 60.0  | 1.3    | 0.3  | 0.4    | 0.0  | 1.6  |
| 2010-11 | أنجيليكو بييلا             | 14  | 13  | 11.4  | 56.5    | 25.0   | 80.0  | 0.8    | 0.6  | 0.6    | 0.0  | 3.2  |
| 2012-13 | فيرتوس بالاكانسترو بولونيا | 25  | 22  | 14.3  | 45.8    | 10.0   | 70.5  | 2.0    | 0.9  | 0.5    | 0.1  | 4.1  |
| 2013-14 | فيرتوس روما                | 30  | 27  | 10.8  | 41.5    | 20.8   | 92.9  | 1.4    | 0.6  | 0.5    | 0.0  | 2.7  |
| المسيرة |                            | 127 | 101 | 8.81  | 29.18   | 29.74  | 52.87 | 1.01   | 0.42 | 0.41   | 0.02 | 1.95 |

#### التصفيات
| السنة   | الفريق                     | لعب | بدأ | دقيقة | ميداني% | ثلاثية | حرة | ارتداد | صنع | استلاب | تصدي | نقطة |
| ------- | -------------------------- | --- | --- | ----- | ------- | ------ | --- | ------ | --- | ------ | ---- | ---- |
| 2008-09 | فيرتوس بالاكانسترو بولونيا | 2   | 1   | 1.0   | 0.0     | 0.0    | 0.0 | 0.0    | 0.0 | 0.0    | 0.0  | 0.0  |
| 2009-10 | فيرتوس بالاكانسترو بولونيا | 5   | 5   | 14.0  | 25.0    | 40.0   | 0.0 | 1.4    | 0.2 | 0.6    | 0.2  | 1.6  |
| 2013-14 | فيرتوس روما                | 8   | 7   | 10.9  | 50.0    | 50.0   | 0.0 | 1.1    | 0.1 | 0.1    | 0.0  | 1.4  |
| المسيرة |                            | 15  | 13  | 8.63  | 25.0    | 30.0   | 0.0 | 0.83   | 0.1 | 0.23   | 0.06 | 1.0  |

## روابط خارجية
- ريكاردو موراشيني على موقع الاتحاد الدولي لكرة السلة (الإنجليزية)
- ريكاردو موراشيني على موقع الدوري الأوروبي لكرة السلة (الإنجليزية)
- ريكاردو موراشيني على موقع كرة السلة الأوروبية.كوم (الإنجليزية)
- ريكاردو موراشيني على موقع ريلجم (الإنجليزية)
- ريكاردو موراشيني على موقع بروبوليرز (الإنجليزية)
- ريكاردو موراشيني على موقع سبورتس رفرنس (الإنجليزية)
- ريكاردو موراشيني على موقع أوليمبيديا (الإنجليزية)